# 2009 en littérature
| Années de la littérature : 2006 - 2007 - 2008 - 2009 - 2010 - 2011 - 2012    |
| Décennies de la littérature : 1970 - 1980 - 1990 - 2000 - 2010 - 2020 - 2030 |

Cet article présente les faits marquants de l'année 2009 en littérature.

## Événements
- Au début de 2009, l'éditrice française Stéphanie Chevrier fonde les éditions Don Quichotte, en partenariat avec le groupe La Martinière.
- 19 janvier : bicentenaire de la naissance de Edgar Allan Poe.
- 3 février : centenaire de la naissance de Simone Weil.
- 12 février : centenaire de la Nouvelle Revue française.
- 7 mars : centenaire de la naissance de Léo Malet.
- 14 mars : centenaire de la naissance de André Pieyre de Mandiargues.
- 20 mars : bicentenaire de la naissance de Nicolas Gogol.
- 24 mars : centenaire de la mort de John Millington Synge.
- 8 avril : centenaire de la naissance de John Fante.
- 23 juin : cinquantenaire de la mort de Boris Vian.
- 6 juillet : La British Library annonce que les 800 pages de la plus ancienne des bibles, le Codex Sinaiticus, ont été numérisées et ce manuscrit vieux d'environ 1 600 ans est désormais consultable en son intégralité sur internet[1].
- 28 juillet : centenaire de la naissance de Malcolm Lowry.
- 29 juillet : centenaire de la naissance de Chester Himes.
- 10 septembre : les éditions Robert Laffont lancent le premier hyperlivre, intitulé Le Sens des choses, un ouvrage interactif expérimental qui permet à partir du livre papier d'accéder à de multiples informations complémentaires sur internet ou son téléphone portable. Il s'agit d'une réflexion sur l'avenir de la planète signée Jacques Attali en collaboration avec une trentaine d'auteurs dans tous les domaines de la connaissance.
- 21 septembre : le nouveau livre de l'ancien président Valéry Giscard d'Estaing, La Princesse et le Président, sur une relation entre lui et la princesse Diana, crée la polémique en Grande-Bretagne[2],[3].
- 23 septembre : environ 15 000 ouvrages militaires provenant de la bibliothèque du cercle mixte des officiers de la garnison de Nancy, dont de prestigieux atlas, sont mis aux enchères. Datant principalement des XIXe et XXe siècles, les livres sont consacrés à l’histoire, les récits de campagne, les études tactiques, l’armement, l’artillerie, les fortifications ou la chirurgie. Les ouvrages les plus rares - environ 3.000 - ont pris directement le chemin du Service historique de la Défense et du Centre mondial de la Paix de Verdun[4].
- La saison littéraire a été marquée par une vive polémique entre le député UMP Éric Raoult et la lauréate du prix Goncourt 2009 Marie NDiaye. Le député avait suggéré un « devoir de réserve » après des déclarations de Marie NDiaye contre la « France monstrueuse » de Nicolas Sarkozy.
- 26 novembre : centenaire de la naissance de Eugène Ionesco.
- 21 décembre : centenaire de la mort de Charles-Louis Philippe.

## Parutions

### Bande dessinée
1. Armas, Ménagères en chaleur, éd. Dynamite, 224 p. BD érotique.
2. Armas, À poêle les ménagères !, éd. Dynamite, 160 p. BD érotique.
3. Roberto Baldazzini, Casa HowHard, 3+4, éd. Dynamite, 112 p. BD érotique.
4. Jordi Bernet, Carlos Trillo (scénariste argentin), Bang Bang, tome 4 : Prison de femmes, éd. Drugstore, 68 p.. BD érotique.
5. Jordi Bernet, Carlos Trillo (scénariste argentin), Bang Bang, tome 5 : Une étudiante à New York, éd. Drugstore, 68 p.. BD érotique.
6. Bex, Master Tabou (scénariste), Caramel, éd. Tabou, 47 p. BD érotique.
7. Daniele Caluri, Luana, la nounou, tome 1, éd. Clair de lune, 40 p. BD érotique.
8. Coiffeurs pour Dames, Péchés capitaux, tome 1 : SuperSexy, éd. Fluide glacial, coll. Glamour, 48 p. BD érotique.
9. Coq et Peyret, Cercle vicieux, T.1, éd. Rebecca Rills. BD érotique, réédition en couleur de 2004.
10. Coq, La Vie de Flora, éd. Rebecca Rills. BD érotique.
11. Jean-Luc Cornette (belge) et Karo, Arthur & Janet : À fleur de peaux, éd. Drugstore, 48 p. BD érotique.
12. Paul Cuvelier (belge, 1923-1978), Jean Van Hamme (scénariste belge), Epoxy, éd. du Lombard, 70 p. BD érotique.
13. David Dany, Ça vous intéresse, tome 4 : Où voulez-vous en venir ?, éd. Joker, 74 p.. BD érotique.
14. David Dany, Ça vous intéresse, tome 5 : Ça vous choque ?, éd. Joker, 70 p. BD érotique.
15. Deshmukh, Bollywood in Love - les Aventures de Savita Bhabhi, éd. Blanche, 96 p.
16. Didjé, Stibane, Blagues coquines, tome 3, éd. Joker, 93 p.. BD érotique.
17. Xavier Duvet, Transfrancisco, T.1 : Fondation, éd. Tabou. BD érotique.
18. Xavier Duvet, Féminisation : La Douce heure des bas, vol. 2, éd. Tabou. BD érotique.
19. Laure du Faÿ, La Tente sur le toit, éd. Warum, 64 p.
20. Galdric : Yalla ! La Vie de Sœur Emmanuelle en BD, éd. Casterman, 48 p.
21. Atilio Gambedotti (argentin), Les 4 amies, tome 2, éd. Tabou, 48 p.
22. Thierry Girod, Western Corset, éd. Cleopas, 96 p.
23. Jean-Paul Krassinsky, Toutoute première fois, éd. Fluide glacial/Audie, coll. Glamour, 46 p. BD érotique.
24. Lilao, Jules Barbey d'Aurevilly (écrivain, 1808-1889), La Vengeance d'une femme, éd. Emmanuel Proust, coll. Atmosphères, 100 p. BD érotique.
25. Magnus (italien, 1939-1996), Les 110 pilules, éd. Delcourt, coll. Erotix, 47 p. BD érotique.
26. Magnus (italien, 1939-1996), Nécron, tome 6, éd. Cornelius, 224 p. BD érotique.
27. Milo Manara (italien), Le Déclic. L'Intégrale tome 1, éd. Glénat, coll. Drugstore, 238 p. BD érotique.
28. Milo Manara (italien), Le Déclic. L'Intégrale tome 2, éd. Glénat, coll. Drugstore, 61 p. BD érotique.
29. Milo Manara (italien), Le Déclic. L'Intégrale tome 3, éd. Glénat, coll. Drugstore, 70 p. BD érotique.
30. Milo Manara (italien), Le Déclic. L'Intégrale tome 4, éd. Glénat, coll. Drugstore, 54 p. BD érotique.
31. Giuseppe Manunta (italien), Les 5 sens d’Éros, éd. Tabou, 62 p.
32. Grégory Mardon, Madame désire ?, éd. Danger Public.
33. Noémie Marsily, Carl Roosens (scénariste), Dans mon gant, éd. FLBLB, 192 p.
34. Lynn Paula Russell, Sabina, tome 1, éd. Dynamite, 48 p. BD érotique.
35. Ana Mirallès, Jean Dufaux (scénariste), Djinn, tome 9 : Le Roi Gorille, éd. Dargaud, 48 p. BD érotique.
36. Emmanuel Moynet, Léo Malet (auteur), Nestor Burma, tome 7 : L'Envahissant cadavre de la plaine Monceau, éd. Casterman, 67 p.
37. NevraX, Master Tabou, Lola - star, éd. éd. Tabou, 47 p.
38. Ignacio Noé, L'Accordeur, tome 2, éd. Dynamite, 145 p. BD érotique.
39. Ignacio Noé, Exposition, éd. Dynamite, 64 p. BD érotique.
40. Tim Pilcher, Alan Moore, La BD érotique, Histoire en image, volume 2 : des années 1970 à nos jours, éd. Tabou, 192 p.
41. Pitek, Poupée, tome 1, éd. Rebecca Rills, 48 p. BD érotique.
42. Parris Quinn, Ombre & Lumière, 1+2, éd. Dynamite, coll. Canicule, 96 p. BD érotique.
43. Riverstone, Nagarya, éd. A.A.R., 64 p.
44. Juan Jose Ryp et Master Tabou (scénariste), Jeux de filles, éd. Tabou, 58 p. BD érotique.
45. Bruno di Sano, Blagues coquines, tome 8, éd. Joker, 96 p. BD érotique.
46. Franco Saudelli (italien), Master Tabou (scénariste), La Blonde, tome 1, Coup double, éd. Tabou, 64 p. BD érotique.
47. Jean-Jacques Sempé et René Goscinny, Le Petit Nicolas. Le ballon et autres histoires inédites, éd. IMAV, 168 p.
48. Pierre Seron, Les Petites femmes, tome 6 : V.D.Q.S., éd. Joker, 48 p.
49. Jean-Claude Servais et Raives, La lettre froissée (édition intégrale), éd. Dupuis, 92 p.
50. Somogy, Benjamin Rabier 1864-1939 : Gédéon, La vache qui rit et Cie, Somogy éditions d'art, 311 p.
51. George Sprott (1894-1975), éd. Delcourt. Dessinateur du New Yorker.
52. Jacques Tardi, Legrand et Grange, New York mi amor, éd. Casterman, 98 p. 4 histoires publiées entre 1979 et 1984.
53. Frank Thorne, Iron Devil, éd. Delcourt, coll. Erotix, 71 p. BD érotique.
54. Uderzo, L'Anniversaire d'Astérix et Obélix, le livre d'or, éd. Albert René. 34e album d'histoires courtes pour le 50e anniversaire des aventures d'Astérix le Gaulois avec un premier tirage de 3 millions d'exemplaires.
55. Anais Vanel, Amuse bouche, éd. Fluide glacial/Audie, coll. Glamour, 72 p.
56. Alex Varenne, Philippe de Saxe (scénariste), La Correction ou la confusion des sens, éd. Drugstore, 120 p. BD érotique.
57. Adriano De Vincentiis, préface de Milo Manara, Secret Sophia, éd. Paquet BD, 60 p.
58. Bernard Vrancken (belge) et Stephen Desberg (scénariste belge), I.R.$, T.11 : Le Chemin de Gloria, éd. du Lombard, coll. Troisième vague, 48 p.
59. Reed Waller, Kate Worley, James Vance (contribution), Omaha : Danseuse féline, tome 1, éd. Tabou, 223 p. BD érotique.
60. Zep (suisse), Happy Sex, éd. Delcourt, 64 p.
61. collectif : Drôle et coquin. Deux bijoux de la BD érotique populaire : Samboa et Casino, éd. Delcourt, coll. Erotix.
62. collectif : Aurélia Aurita, Karine Bernadou, David Benito, Jean-Philippe Bramanti, Duo, éd. Fluide glacial/Audie, coll. Glamour, 71 p. BD érotique.
63. collectif : Chaiko, Cheng Cheng, Rui Sun, Tao Sheng, 7th Orange : La porte de Jade : Récits érotiques de la Chine ancienne, éd. BAO, 50 p.
64. collectif : Jean-Pierre Eugène (coordination), Souvenirs de films : Du 9e art au 7e art, 51 dessinateurs à l'affiche, éd. du Lombard, 108 p.
65. collectif : Marti, Monbili, Seron, Tshitshi, Blagues coquines, tome 23, éd. Joker, 79 p. BD érotique.

### Biographies, souvenirs, récits
1. J. G. Ballard, La Vie et rien d'autre, traduit par Michelle Charrier, éd. Denoël.
2. Violaine Binet, Diane Arbus, éd. Grasset, 263 p. Biographie de la photographe.
3. Catherine Breillat, Abus de faiblesse, éd. Fayard, 249 p. Sur ses relations avec Christophe Rocancourt.
4. Noëlle Châtelet, Au pays des vermeilles, éd. Le Seuil, 172 p.
5. Erwan Chuberre, Lorie entre ange et glamour.
6. Sophie Davant, Au-delà… Grandir après la perte, éd. Michel Lafon, 237 p.
7. Jacqueline Demornex, Le pire, c'est la neige, éd. Sabine Wespieser, 247 p. Autobiographie.
8. Françoise Dorin, Les lettres que je n'ai pas envoyées, éd. Plon.
9. Pauline Dreyfus, Robert Badinter : L'épreuve de la justice, éd. du Toucan, 364 p.
10. Vladimir Fédorovski, Les Amours de la Grande Catherine, éd. Alphée / Jean-Paul Bertrand, 284 p.
11. Charles Fleming, Box-Office. Don Simpson, le producteur le plus déjanté d'Hollywood, traduit par Benjamin Legrand, éd. Sonatine, 432 p.
12. Éric Fottorino, L'homme qui m'aimait tout bas, éd. Gallimard, 150 p. Son père adoptif.
13. Philippe Garnier, Freelance, Grover Lewis à "Rolling Stone", éd. Granier, 446 p.
14. Gérard Garouste avec Judith Perrignon, L'Intranquille, autoportrait d'un fils, d'un peintre, d'un fou, éd. L'Iconoclaste.
15. Ruth Halimi et Émilie Frèche, La Vérité sur la mort d'Ilan Halimi, éd. Le Seuil, 184 p.
16. Stéphane Hessel, Citoyen sans frontières, éd. Fayard, 320 p.
17. Gilles Jacob, La vie passera comme un rêve, éd. Robert Laffont, 400 p. Les souvenirs du président du Festival de Cannes.
18. Philippe Jullian (1919-1977), Journal (1940-1950), éd. Grasset, 490 p.
19. Claude Lanzmann, Le Lièvre de Patagonie, mémoires, éd. Gallimard, 560 p. Autobiographie.
20. Hugh Laurie, Tout est sous contrôle, éd. Sonatine, 380 p.
21. Nojoud Ali, Delphine Minoui (journaliste), Moi Nojoud, 10 ans, divorcée, éd. Michel Lafon, 217 p.
22. Joyce Carol Oates, Journal (1973-1982), traduit par Claude Seban, éd. Philippe Rey, 528 p.
23. Mona Ozouf, Composition française, Retour sur une enfance bretonne, éd. Gallimard. Autobiographie.
24. Marie-Laure Picat, Anne Berthod, Le Courage d'une mère, Oh! Éditions, 260 p.
25. Gonzague Saint-Bris, La Malibran, la voix qui dit je t'aime, éd. Belfond.
26. Patrick Sébastien, Tu m'appelles en arrivant ?, éd. Florent Massot, 333 p. L'histoire d'une mort programmée.
27. Jean Sévillia, Le Dernier Empereur : Charles d'Autriche (1887-1922), éd. Librairie académique Perrin, 326 p.
28. Pascal Sevran, Les Petits Bals perdus, éd. Albin Michel, 200 p.
29. Sacha Sperling, Mes illusions donnent sur la cour, éd. Fayard, 266 p.
30. Alain Stoffen, Voyage au cœur de la scientologie, éd. Privé.

### Essais
1. Jean-Louis Auduc, Sauvons les garçons, éd. Descartes & Cie.
2. Renaud Camus, Répertoire des délicatesses du français contemporain. Charmes et difficultés de la langue du jour, éd. Points, 371 p.
3. Régis Debray, Le Moment fraternité, Éditions Gallimard.
4. Charles Dantzig, Encyclopédie capricieuse du tout et du rien, éd. Grasset.
5. Caroline Fourest, La Dernière Utopie, éd. Grasset.
6. Albert Jacquard, Le compte à rebours a-t-il commencé ?, éd. Stock, 138 p.
7. Jean-Michel Maulpoix, Pour un lyrisme critique, José Corti.
8. Drunvalo Melchizedek, Les Mayas du Temps Éternel.
9. Marc-Édouard Nabe, Le Vingt-Septième Livre[5], Le Dilettante, 93 p.
10. Jean-Robert Pitte, Le Désir du vin à la conquête du monde, éd. Fayard.
11. George Szpiro, La Conjecture de Poincaré, traduit par Bernard Sigaud, éd. Points / Sciences, 408 p.

#### Cinéma, télévision
1. Alexandre Astier, Kaamelott, livre I. Texte intégral, épisode 1 à 100, éd. Télémaque, 528 p.
2. Alexandre Astier, Kaamelott, livre II. Texte intégral, épisode 1 à 100, éd. Télémaque, 486 p.
3. Patrick McGilligan, Clint Eastwwod. Une légende, traduit par Muriel Levet, ép. Nouveau Monde, 766 p.
4. Valérie Mairesse, Quand je serai grande, je serai actrice américaine, éd. Michel Lafon, 238 p.
5. Nathalie Rheims, Claude, éd. Léo Scheer. Hommage à son compagnon le cinéaste Claude Berri.

#### Éducation
1. Sophie Côte et Ladislas Kiss, préface de Todd Lubbart, L’Épanouissement de l'enfant doué, éd. Albin Michel, coll. Questions de parents.
2. Thibault de Saint-Maurice, Philosophie en séries, éd. Ellipses, 176 p. Réfléchir à partir des séries télévisées.

#### Économie et entreprise
1. Norbert Alter (sociologue), Donner et prendre. La coopération en entreprise, éd. La Découverte.
2. Jordan Belfort (trader), Le Loup de Wall-Street, éd. Mas Milo, 608 p. Autobiographie d'un golden boy.
3. Michel Guénaire, Il faut terminer la révolution libérale, éd. Flammarion.
4. Dambisa Moyo (zambienne), L'Aide fatale : Les ravages d'une aide inutile et de nouvelles solutions pour l'Afrique, traduit par André Zavriew, éd. Jean-Claude Lattès, 250 p. Les effets pervers de l'aide humanitaire sur le continent africain.
5. Guy Sorman, Wonderful World: Chronique de la mondialisation 2006-2009, éd. Fayard, 516 p.

#### Histoire
1. Sophie A. de Beaune (universitaire), Chronique de l'Homme. La préhistoire, éd. Chronique, 200 p.
2. Jean-Paul Bertaud, Les Royalistes et Napoléon, éd. Flammarion, coll. Au fil de l'histoire, 464 p.
3. Patrick Buisson, 1940-1945, Années érotiques, tome 2. De la grande prostituée à la revanche des mâles, éd. Albin Michel, 528 p.
4. Jean-Claude Caron, Frères de sang. La guerre civile en France au XIXe siècle, éd. Champ Vallon. Définition du concept de guerre civile à travers l'histoire, la philosophie et le droit.
5. Jean-Antoine Chaptal, Patrice Gueniffey (direction), Mes souvenirs sur Napoléon, éd. Mercure de France, coll. Le Temps retrouvé, 234 p.
6. Jean-Claude Damamme, Les Aigles en hiver. Russie 1812, éd. Plon, 818 p.
7. Raphaël Dargent, Napoléon III, l'empereur du peuple, éd. Grancher, 382 p.
8. Lorànt Deutsch, Métronome. L'histoire de France au rythme du métro parisien, éd. Michel Lafon[6], 380 p.
9. Philippe Dufay, Le Roman du Jardin du Roy, éd. du Rocher.
10. Max Gallo, La Révolution française, tome 1 : Le Peuple et le Roi, XO Éditions, 377 p.
11. Max Gallo, La Révolution française, tome 2 : Aux armes, citoyens ! (1793-1799), XO Éditions, 378 p.
12. Douglas W. Hawes (Américain), Oradour, le verdict final, éd. Le Seuil.
13. Lawrence H. Keeley, Les Guerres préhistoriques, éd. Perrin, coll. Tempus.
14. Thierry Lentz, Jacques Macé, La Mort de Napoléon, mythes, légendes et mystères, éd. Perrin, 226 p.
15. Pierre-Marie Rey, Alexandre Ier, éd. Flammarion, 594 p. Biographie.
16. Claude Ribbe, Le Crime de Napoléon, éd. Privé, 205 p.
17. Gonzague Saint-Bris, Henri IV, éd. Télémaque, 346 p. Biographie.
18. Michel Winock, La Fièvre hexagonale. Les grandes crises politiques de 1871 à 1968, éd. Points, coll. Histoire.

#### Littérature
1. Antoine Blondin (1922-1991), présentation Alain Crescuicci, A mes prochains, éd. La Table ronde. Correspondances.
2. Yves Bonnefoy, Notre besoin de Rimbaud, La Librairie du XXe siècle, éd. Le Seuil.
3. Emmanuelle de Boysson et Claude-Henry du Bord, Ami, amie pour la vie. L'amitié homme-femme, une nouvelle valeur sûre, éd. du Rocher, 329 p.
4. Veza Canetti et Elias Canetti (allemand, 1905-1994), Lettres à Georges, traduit par Claire de Oliveira, éd. Albin Michel, 521 p.
5. Jean Dutourd, La Chose écrite, éd. Flammarion, 572 p.
6. André Fraigneau (1905-1991), En bonne compagnie. Chroniques, éd. Le Dilettante. 15 chroniques datées de 1938 à 1970 (Cocteau, Raymond Radiguet, Gérard d'Houville, Christian Dior…)
7. Milan Kundera, Une rencontre, éd. Gallimard, 208 p.
8. Éric Neuhoff, Les Insoumis, éd. Fayard, 170 p. Cinq portraits : Pascal Jardin, Jean-Pierre Rassam, Paul Gégauff, Maurice Ronet et Dominique de Roux.
9. Commentaires de Jérôme Picon (historien), Robert Kopp (universitaire) et Étienne Barilier (romancier), Hugo, Rilke, Berlioz. Lettres d'amants, éd. Textuel, coll. Anne-Marie Springer.

#### Philosophie
1. Alain Badiou avec Nicolas Truong, Éloge de l'amour, éd. Flammarion, 100 p.
2. Serge Durno, Kafka démasqué, éd. Le Manuscrit, 100 p.

#### Politique
1. Laure Adler et Isabelle Eshraghi, Femmes hors du voile, éd. du Chêne, 240 p.
2. Mamadou Cissokho (Sénégalais), Dieu n'est pas un paysan, éd. Présence africaine[7].
3. Sébastien de Courtois, Le Nouveau Défi des chrétiens d'Orient, éd. Jean-Claude Lattès, 236 p.
4. Sévane Garibian, Le Crime contre l'humanité au regard des principes fondateurs de l’État moderne. Naissance et consécration d'un concept, éd. LGDJ, Schulthess, Bruylant.
5. Pierre Le Vigan, Tyrannie de la transparence, éd. L'Æncre, 186 p.
6. Amin Maalouf (franco-libanais), Le Dérèglement du monde, éd. Grasset & Fasquelle, 216 p.
7. Alain Minc, Les Dix Jours qui ébranleront le monde, éd. Grasset & Fasquelle, 132 p. Dix métaphores sur un évènement plausible.
8. Philippe Raynaud (universitaire), Trois révolutions de la liberté : Angleterre, Amérique, France, éd. PUF.
9. Élisée Reclus, Jérôme Solal (postface), L'Anarchie, éd. Mille et une nuits, 56 p.
10. Roger-Gérard Schwartzenberg, L'État spectacle 2. Politique casting et médias, éd. Plon.
11. Michel Serres, Temps des crises, éd. Le Pommier, 78 p. Allons-nous vers un monde nouveau.
12. Gérard Slama, La Société d'indifférence, éd. Plon, 240 p. Le nouvel ordre mondial contre les libertés.
13. Michel Goya, Irak : Les Armées du chaos, Paris, Économica, coll. « Stratégies & doctrines », 2009, 2e éd., 292 p. (ISBN 978-2-7178-5698-9)

#### Politique par pays
1. Nicolas Beau et Catherine Graciet, La Régente de Carthage : Main basse sur la Tunisie éd. La Découverte. Enquête sur Leïla Ben Ali et le clan Trabelsi.
2. Mohamed Chafik Mesbah, Problématique Algérie, éd. Le Soir d'Algérie.

#### Politique en France
1. Antonin André et Karim Rissouli, Hold-ups, arnaques et trahisons, éd. du Moment, 179 p[8]. Sur les coulisses du congrès de Reims et l'élection controversée de Martine Aubry à la tête du PS[9].
2. Serge Audier, La pensée anti-68 : Essai sur les origines d'une restauration intellectuelle, éd. La Découverte, 433 p.
3. Jacques Chirac, Chaque pas doit être un but, éd. Nil.
4. Sophie Coignard (journaliste), Un État dans l'État. Le contre-pouvoir maçonnique, éd. Albin Michel, 325 p.
5. Michaël Darmon et Yves Derai (journalistes), Belle-Amie, éd. du Moment, 178 p. Sur l'énigme Rachida Dati.
6. François Hollande, Droit d'inventaire, éd. Le Seuil.
7. Eva Joly, Des héros ordinaires, éd. Les Arènes.
8. Alain Juppé, Je ne mangerai plus de cerises en hiver…, éd. Plon, 241 p.
9. Bernard Laporte, postface de Roselyne Bachelot-Narquin, Un bleu en politique, éd. Presses de la Cité, 204 p.

#### Psychologie et psychiatrie
1. Christophe André (psychothérapeute), Imparfaits, libres et heureux : Pratique de l'estime de soi, éd. Odile Jacob.
2. Christophe André (psychothérapeute), Les États d'âmes. Un apprentissage de la sérénité, éd. Odile Jacob, 480 p. Trouver sa force intérieure.
3. Jean-Baptiste Dethieux (psychanalyste), Le Voyage de Jeanne, éd. Anne Carrière, 216 p. Récit.

#### Sociologie
1. Sylviane Agacinski, Corps en miettes, éd. Flammarion. Critique de la marchandisation du corps humain.
2. Sous la direction de Ludivine Bantigny et Ivan Jablonka, Jeunesse oblige – Histoire des jeunes en France XIXe – XXIe siècle, éd. PUF, collection Le Nœud gordien.
3. Dany-Robert Dufour (philosophe), La Cité perverse, Denoël.
4. Louis Gruel, Olivier Galland, Guillaume Houzel et collectif : Les étudiants en France: Histoire et sociologie d'une nouvelle jeunesse, éd. La Documentation française, 447 p.
5. Samuel Huntington (sociologue américain, 1927-2008), Le Choc des civilisations (1996), éd. Odile Jacob / Poches, 545 p.
6. Michelle Perrot, Histoires de chambres, éd. Le Seuil, 444 p.
7. Michael Löwy (sociologue franco-brésilien), Rédemption et utopie. Le judaïsme libertaire en Europe centrale. Une étude d'affinité élective, éd. du Sandre.

### Livres d'Art
1. Louis Armstrong, Steven Brower, Satchmo. Les carnets de collage de Louis Armstrong, éd. de La Martinière, 255 p.
2. Yves Bonnefoy, Farhad Ostovani et le livre, éd. Kimé, coll. Les cahiers de Marge.
3. Collectif, direction Roberto Cassanelli et Eduardo López-Tello García, Saint Benoît et son héritage artistique, éd. Cerf, 454 p. Sur les traces des moines Bénédictins.
4. Mathieu Chevalley, Théâtres de Paris, éd. Acanthe, 280 p.
5. Pascal Dethurin, Écrire la peinture, de Diderot à Quignard, éd. Citadelles & Mazenod, 496 p. Poètes et auteurs prosélytes de la peinture.
6. Jacques Dupin, Par quelque biais vers quelque bord, éd. P.O.L.
7. collectif : Benoît Gysembergh, Guillaume Clavières, Marc Brincourt, Paris Match 60 ans, 60 photographes, éd. de La Martinière, 285 p.
8. David King, Sous le signe de l'étoile rouge: Une histoire visuelle de l'Union Soviétique, de février 1917 à la mort de Staline, éd. Gallimard, 345 p.
9. Henning Mankell, Tore Frängsmyr, Herbarium amoris, la vie amoureuse des fleurs, éd. Taschen, 280 p..
10. Sempé, préface de Marc Lecarpentier, Sempé à New York, éd. Denoël. Recueil des illustrations de Sempépour le New Yorker.
11. Daniel Soutif, Le siècle du jazz. Art, cinéma, musique et photographie de Picasso à Basquiat, éd. Skira / Flammarion, 446 p. L'influence esthétique du jazz sur les autres arts.
12. Jeux t'aime, éd. Tana. Une carte du tendre en trois dimensions.
13. Michelangelo, la dotta mano, Fondazione Marilena Ferrari / FMR, 264 p. 45 planches de dessin, 83 photos. Livre très chers tirés à 33 exemplaires au prix de 100 000 euros.

### Nouvelles
1. Omair Ahmad, Le Conteur, éd. Gutenberg, 140 p. Un conteur hindou épris de son hôtesse pachtoune.
2. Rick Bass (américain), La Vie des pierres, traduit par Marc Amfreville, éd. Christian Bourgois, 272 p. 10 récits.
3. Stefano Benni (italien), La Grammaire de Dieu, traduit par Marguerite Pozzoli, éd. Actes Sud, 260 p.
4. Patrick Besson, 1974, nouvelles, éd. Fayard, 173 p.
5. Antoni Casas Ros, Mort au romantisme, éd. Gallimard, 160 p.
6. Agnès Desarthe, Le Remplaçant, éd. de l'Oliver, 86 p. Prix du Roman 2009 Version Femina-Virgin Megastore.
7. Véronique Fiszman, Petites faiblesses inavouables, éd. Le Seuil, 146 p. Les petits travers du IVe arrondissement de Paris.
8. Mark Greene, Les Plaisirs difficiles, éd. Le Seuil, 176 p.
9. Anna de Noailles (1876-1933), Le Conseil du printemps, éd. Michel de Maule, 141 p. 3 nouvelles.
10. Sylvain Tesson, Une vie à coucher dehors, éd. Gallimard, 198 p. 15 nouvelles sur des « petites gens » autour du monde. Prix Goncourt de la Nouvelle 2009.
11. Hovik Vardoumian, préface Serge Venturini, L'Immortel et autres nouvelles, traduit par Élisabeth Mouradian, éditions L'Harmattan, coll. « Lettres arméniennes ».
12. Christa Wolf, Aucun lieu. Nulle part, éd. Stock, 698 p. 10 nouvelles sur le thème de la RDA.
13. Stefan Zweig (1881-1942), Lettre d'une inconnue, préface d'Elsa Zylberstein, traduit par Alzir Hella (1881-1953), Olivier Bournac (1885-ap.1935) et Françoise Toraille, éd. Stock, coll. La Cosmopolite, 105 p.

### Poésie

#### Poésie francophone
- Linda Maria Baros, L’Autoroute A4 et autres poèmes, Éditions Cheyne.
- Yves Bonnefoy, Deux scènes et notes conjointes, éd. Galilée, coll. Lignes fictives.
- Paul Éluard (poèmes), Man Ray (dessins), Les Mains libres, éd. Gallimard, 160 p.
- Matthieu Gosztola, Une caresse pieds nus, Contre-allées.
- Markus Hediger, En deçà de la lumière, Éditions de l'Aire.
- Vénus Khoury-Ghata (libanaise), Les Obscurcis, éd. Mercure de France, 190 p. - prix Poésie de l'Académie française.
- Christian Poslaniec, En rires, éd. Seghers, 170 p. Anthologie (Queneau, Desnos, Laforgue, Chédid...).
- Diane Régimbald, Pas, Éditions du Noroît, Montréal, 102 p.  (ISBN 978-2-89018-666-8) - Mention d'Excellence au Prix des écrivains francophones d’Amérique.
- Richard Taillefer, En un clin d'œil, éd. Patrimages.
- Jean Tardieu, Margeries, poèmes inédits 1910-1985, éd. Gallimard, 336 p.
- Serge Venturini, Éclats d’une poétique du devenir transhumain, 2003-2008 (livre III), Éditions L'Harmattan, coll. « Poètes des cinq continents », Paris.

#### Poésie en traduction française
- Emily Dickinson (anglaise, 1830-1886), Poésies complètes. Édition bilingue français-anglais, préface et traduction de Françoise Delphy, éd. Flammarion, 1 470 p.

#### Poésie en langue étrangère
- Klaus Ebner, Vermells, SetzeVents Editorial, Urús (Catalogne).

### Publications
1. Laure Adler et Élisa Lécosse, Les femmes qui aiment sont dangereuses, éd. Flammarion, 158 p.
2. Albert Algoud, Carnet de retraite à l'usage des vieux de la vieille, des baby boomers, des sexa-sexy, des vieux beaux, des vieilles belles, éd. Chiflet & Cie.
3. Raphaël Aurillac, Paris décrypté, guide du Paris maçonnique, éd Dervy.
4. Bernard Bertrand, L'Herbier toxique: codes secrets pour plantes utiles, éd. Plume de Carotte.
5. Laurence Caracalla, Le Carnet du savoir-vivre au bureau, éd. Flammarion.
6. Didier Daeninckx, L'Affranchie du périphérique, éd. de l'Atelier, 104 p.
7. Francis Dorléans, Snob Society. On ne naît pas snob, on le devient, éd. Flammarion, 488 p.
8. Christian-Louis Eclimont, Swinging Sixties, Londres ↔ Paris, éd. Flammarion.
9. André Forestier, C'est pour rire, éd. Le Cherche Midi, 250 p. Histoires drôles et devinettes.
10. Isabelle Giordano, Passionnément!, éd. du Toucan, 190 p. Album photo des grands amants acteurs et actrices de cinéma.
11. Jean-Marc Mormeck, À poings nommés, éd. Calmann-Lévy.
12. Christian Oster (avec Willi Glasauer), La princesse Poussiéreuse.
13. Emmanuel Pierrat et Laurent Kupferman, Le Paris des francs-maçons, éd. Le Cherche Midi.
14. Pierre-Alexandre Risser (paysagiste), Rosenn Le Page (journaliste) et Alexandre Petzold (photographe), Un beau jardin au fil des saisons, éd. Solar, 117 p.
15. Jacqueline de Romilly, Les Révélations de la mémoire.
16. Jérôme Sans, China Talks, éd. Timezone 8, 208 p. Interviews (en anglais) avec 32 artistes chinois contemporains.
17. David Sedaris (américain), Je suis très à cheval sur les principes, traduit par Nicolas Richard, éd. de L'Olivier, 293 p. Un maître de la dérision.
18. Guy Solenn et Alexandre Civico, Comment glander au bureau en passant pour un pro, éd. First.
19. Chantal Thomas et Catherine Örmen, Histoire de la lingerie, éd. Perrin.
20. Brian Van Flandern et Laziz Hamani, Vintage Cocktails, éd. Assouline.

#### Cuisine et Gastronomie
1. Laurent Chevallier (nutritionniste), Les 100 meilleurs aliments pour votre santé et la planète, éd. Fayard / France Bleu, 333 p.
2. Maud David-Leroy et Stéphane Girou, préface Jean-Pierre Coffe, AMAP. Replaçons l'alimentation au cœur de nos sociétés, éd. Dangles, 150 p. Association pour le maintien d'une agriculture paysanne.
3. Kilien Stengel, Alimentation Bio - Manger et boire bio, Éditions Eyrolles, 158 p.

#### Récits
1. Crésus, Confession d'un banquier pourri, éd. Fayard, 233 p.
2. Joan Didion, L'Amérique, traduit par Pierre Demarty, éd. Grasset, 347 p. Ses chroniques de Californie.
3. Pape Diouf avec Pascal Boniface, De but en blanc, éd. Hachette, 237 p.
4. Jean-Paul Mari, Sans blessures apparentes. Enquête sur les damnés de la guerre, éd. Robert Laffont.
5. Clara Rojas, Captive, éd. Plon, 245 p. Captive par les Farcs.
6. Catherine Siguret, Carnet de grossesse, éd. Chiflet & Cie, 47 p.

#### Santé
1. France Aubry (nutritionniste), Mincir selon ses rondeurs. Un diagnostic personnalisé, éd. Albin Michel, 278 p. Les raisons de l'apparition des kilos.
2. Jean-Michel Cohen, Maigrir, le grand mensonge, éd. Flammarion, 368 p.
3. Michel Dib (neurologue), Apprivoiser la migraine, éditions du Huitième Jour, 119 p.

#### Voyages
1. Vincent Hein, À l'est des nuages. Carnets de Chine, éd. Denoël, 197 p.
2. Jean-Paul Kauffmann, Courlande, éd. Fayard, 300 p. Récit de son voyage en Lettonie.
3. Sidney Joseph Perelman (américain), Tous à l'Ouest !, traduit par Thierry Beauchamp, éd. La Dilettante, 256 p. En 1947, un tour du monde an compagnie du caricaturiste Al Hirschfeld.

### Romans

#### Auteurs francophones
1. Éliette Abécassis, Sépharade, éd. Albin Michel, 464 p. Un roman sur une famille juive marocaine.
2. David Angevin, Dans la peau de Nicolas, éd. Le Serpent à Plumes, 190 p.
3. Christine Angot, Le Marché des amants, éd. Points, 312 p.
4. Nelly Arcan, Paradis, clef en main, éditions Coups de tête.
5. Pierre Assouline, Les Invités, éd. Gallimard, 224 p. Sur le thème de 13 à table.
6. Gwenaëlle Aubry, Personne, éd. Mercure de France, 158 p., prix Femina 2009[10]
7. Saphia Azzeddine, Mon père est femme de ménage, éd. Léo Scheer, 171 p.
8. Frédéric Beigbeder, Un roman français, éd. Grasset et Fasquelle, 281 p. Prix Renaudot 2009.
9. Patrick Besson (belge), Mais le fleuve tuera l'homme blanc, éd. Fayard, 493 p.
10. Philippe Besson, La Trahison de Thomas Spencer, éd. Éditions Julliard.
11. Alain Blottière, Le Tombeau de Tommy, éd. Gallimard, 224 p.
12. Janine Boissard, Loup y es-tu ?, éd. Laffont.
13. Françoise Bourdin, Sans regrets, éd. Belfond, 313 p.
14. Françoise Bourdon, La Nuit de l'amandier, éd. Presses de la cité / Terres de France.
15. Laure Buisson, La Reine des Mousselines, éd. Grasset, 254 p.
16. Mireille Calmel, Le Chant des sorcières, tome 3, éd. XO, 380 p.
17. Emmanuel Carrère, D'autres vies que la mienne, éd. P.O.L., 320 p.
18. Bernard Chapuis, Le Rêve entouré d'eau, éd. Stock, 396 p. Prix des Deux Magots 2010.
19. Sophie Chauveau, Diderot, le génie débraillé, tome 1 : Les encyclopédistes 1749-1784, éd. SW Télémaque, 317 p. Roman historique.
20. Richard Collasse, Saya (second roman), éd. Le Seuil, 222 p. Sur le thème de la prostitution lycéenne et de la normalité au Japon.
21. Laurence Cossé, Au bon roman, Éditions Gallimard.
22. Frédérique Deghelt, La Grand-mère de Jade, éd. Actes Sud, 392 p.. Sur le thème du quatrième âge et du placement en maison de retraite.
23. Agnès Desarthe, Le Remplaçant, éd. L'Olivier. La saga d'un juif d'Europe de l'Est mort à Auschwitz.
24. Isabelle Desesquelles, Quelques heures de fièvre, éd. Flammarion.
25. Jean Diwo, Le Jeune homme en culotte de golf, éd. Flammarion, 250 p.
26. Sylvie Doizelet, Nos amis des confins, éd. Le Seuil, 138 p.. Disparitions et fantômes dans un petit village de l'Angleterre profonde.
27. Philippe Dufay, Le Roman du Jardin du Roy, éd. du Rocher, 214 p.
28. Christine Eddie (franco-québécoise), Les Carnets de Douglas (premier roman), éd. Héloïse d'Ormesson, 186 p. Prix littéraire France-Québec.
29. Jean-Louis Ezine, Les Taiseux, éd. Gallimard, 240 p.
30. Nicolas Fargues, Beau rôle, éd. Folio, 272 p.
31. Dominique Fernandez, Ramon, éditions Grasset & Fasquelle.
32. Alain Ferry, Mémoire d'un fou d'Emma, éd. Le Seuil, 265 p. Une relecture du roman Madame Bovary, prix Médicis 2009 Essai.
33. David Foenkinos, La Délicatesse, éd. Gallimard, 240 p.
34. Irène Frain, Les Naufragés de l'île de Tromelin, éd. Michel Lafon, 320 p. Roman historique.
35. Claudie Gallay, Les Déferlantes, éd. Le Rouergue. Prix des lectrices Elles.
36. Valérie Gans, L'Enfant des nuages, éd. Payot. Sur le thème de la mère porteuse.
37. Christian Garcin, La Piste mongole, éd. Verdier.
38. Anna Gavalda, L'Échappée belle, éd. Le Dillettante, 166 p. Une dernière vraie belle journée d'enfance volée à une vie d'adultes par cinq frères et sœurs.
39. Pascal Garnier, Lune captive dans un œil mort, éd. Zulma.
40. Valéry Giscard d'Estaing, La Princesse et le président, éd. Le Fallois[11].
41. Simonetta Greggio (italo-française), Les Mains nues, éd. Stock, 170 p. Une histoire de cougar.
42. Philippe Grimbert, La Mauvaise rencontre, éd. Grasset, 213 p. Une amitié particulière entre deux garçons dans la bourgeoisie parisienne.
43. Jean-Michel Guenassia, Le Club des incorrigibles optimistes, éd. Albin Michel, 768 p., Goncourt des lycéens 2009.
44. Yannick Haenel, Jan Karsky, éd. Gallimard. Prix Interallié 2009. Jan Karsky est une figure de la résistance polonaise au nazisme, avec un récit qui tient à la fois du documentaire et de la fiction.
45. Yves Heurté, Le Pas du loup, éd. De Borée, 249 p.
46. Stéphanie Hochet, Combat de l'amour et de la faim, éd. Fayard, 182 p. Prix Lilas 2009.
47. Eric Holder, Bella Ciao, éd. Le Seuil, 146 p.
48. Gaspard-Marie Janvier, Le Dernier dimanche, éd. Mille et une nuits, 217 p. Le roman d'un homme assoiffé de spiritualité.
49. Serge Joncour, L'homme qui ne savait pas dire non, éd. Flammarion, 298 p.
50. Alexandre Kauffmann, J'aimais déjà les étrangères, éd. Grasset, 229 p.
51. Philippe Labro, Les Gens, éd. Gallimard, 464 p.
52. Philippe Lacoche, La Maison des girafes, éd. Alphée.
53. Dany Laferrière (haïtien-canadien), L'énigme du retour, éd. Boréal & Grasset, 301 p. Prix Médicis 2009.
54. Antoine Laurain, Carrefour des nostalgies, éd. Le Passage, 304 p..
55. Hervé Le Tellier, Assez parlé d'amour, éd. J.-C. Lattès.
56. Patrice Leconte, Les Femmes aux cheveux courts (premier roman), éd. Albin Michel, 200 p..
57. Annie Lemoine, Que le jour recommence, éd. Flammarion, 136 p.
58. Michèle Lesbre, Sur le sable, éd. Sabine Wespieser, 149 p.
59. Maud Lethielleux, Dis oui, Ninon (premier roman), éd. Stock, 250 p.
60. Marc Levy, Le Premier Jour, éd. Robert Laffont, 500 p.
61. Marc Levy, La Première Nuit, éd. Robert Laffont, 488 p.
62. Simon Liberati, L'Hyper Justine, éd. Flammarion, 334 p. Prix de Flore 2009.
63. Géraldine Maillet, Le Monde à ses pieds, éd. Grasset.
64. Andreï Makine, La Vie d'un homme inconnu, éd. Le Seuil, 292 p. Recherche d'une identité à Saint-Pétersbourg.
65. Jacques Mazeau, Le Retour de Jean, éd. De Borée, 308 p.
66. Stephenie Meyer, Les Âmes vagabondes, éd. Jean-Claude Lattès, 617 p.
67. Pierre Michon, Les Onze, éd. Verdier, 136 p. Grand Prix du roman de l'académie française.
68. Pierre Molaine, La garrigue brûle, éd. Les Traboules. Roman inédit : le regard critique d'un homme sur une société qu'il ne comprend plus.
69. Sébastien Monod, Anna t'aime, éd. Publibook.
70. Tania de Montaigne, Les Caractères sexuels secondaires, éd. Flammarion, 237 p.
71. Guillaume Musso, Que serais-je sans toi ?, XO éditions.
72. Marie NDiaye, Trois femmes puissantes, éd. Gallimard / Blanches, 316 p. Prix Goncourt 2009.
73. Katherine Neville, Le Feu sacré, éd. Le Cherche Midi, 496 p. À la recherche d'un mystérieux échiquier ayant appartenu à Charlemagne.
74. Christine Orban, La vie m'a dit…, éd. Albin Michel.
75. Jean-Marc Parisis, Les Aimants, éd. Stock, 108 p.
76. Bernadette Pécassou-Camebrac, La Passagère du France, éd. Flammarion.
77. Pierre Péju, La Diagonale du vide, 288 p.
78. Yann Queffélec, La Puissance des corps, éd. Fayard.
79. Pascal Quignard, La Nuit sexuelle, éd. J'ai lu, 219 p.
80. Anne Révah, Manhattan, éd. Arléa, 89 p.
81. Theresa Révay, Tous les rêves du monde, éd. Belfond, 445 p. Suite de son roman La Louve blanche.
82. Jean Rolin, Un Chien mort après lui, POL (édition), 352 p.
83. Lydie Salvayre, Portrait de l'écrivain en animal domestique, éd. Points, 213 p.
84. Éric-Emmanuel Schmitt, Le Sumo qui ne pouvait pas grossir, éd. Albin Michel, 112 p.
85. Philippe Sollers, Les Voyageurs du temps, éd. Gallimard, 256 p.
86. Mathieu Terence, Une autre vie, éd. Gallimard, 176 p.
87. Jean-Philippe Toussaint, La Vérité sur Marie, éd. de Minuit, 208 p. Prix Décembre 2009.
88. Élisabeth Tremblay, Filles de Lune t. 3 : Le Talisman de Maxandre, éd. Mortagne, 539 p.
89. Didier van Cauwelaert, La Maison des lumières, éd. Albin Michel, 180 p.
90. Michel Verrier, La Ferme des Pitaval, éd. De Borée, 476 p.
91. Delphine de Vigan, Les Heures souterraines, éd. Jean-Claude Lattès, 299 p.
92. Éric Vuillard, Conquistadores, éd. Léo Scheer, 433 p.
93. Bernard Werber, Nouvelle Encyclopédie du savoir relatif et absolu, éditions Albin Michel & Bernard Werber
94. Bernard Werber, Le Miroir de Cassandre, éd. Albin Michel.
95. Anne Wiazemsky, Mon enfant de Berlin, éd. Gallimard, 256 p. Un livre sur sa mère Claire Mauriac.
96. Hyam Yared, Sous la tonnelle, éd. Sabine Wespieser, 277 p.
97. Aurore Guitry, Les Âmes fardées, Calmann-Lévy.

#### Auteurs traduits
1. Cecelia Ahern (irlandaise), Un cadeau du ciel, éd. Flammarion, 352 p.
2. Riikka Ala-Harja (finlandaise), Le Géant, éd. Gaïa, 292 p.
3. Chloé Aridjis (mexicaine), Le Livre des nuages (premier roman), traduit par Jean-Pierre Aoustin, éd. Mercure de France. Prix du Premier roman étranger.
4. Iain Banks (écossais), Trames.
5. Élisabeth Barillé, Heureux parmi les morts, éd. Gallimard, 320 p.
6. Robin Benway (américaine), Comment je suis devenue célèbre (malgré moi) (premier roman), éd. Nathan, 430 p.
7. Augusten Burroughs, Un loup à ma table, éd. Héloïse d'Ormesson, 267 p.. Une autofiction introspective sur les rapports avec son père.
8. Mary Higgins Clark (américaine), Je t'ai donné mon cœur, éd. Albin Michel.
9. Paulo Coelho (brésilien), La Solitude du vainqueur, éd. Flammarion, 360 p.
10. Michael Cordy (américain), La Source, éd. Le Cherche Midi, 510 p.
11. Patricia Cornwell (américaine), Scarpetta, éd. Les Deux Terres.
12. Gerard Donovan (irlandais), Julius Winsome, traduit par Georges-Michel Sarotte, éd. Le Seuil, 244 p.
13. Dave Eggers (américain), Le Grand Quoi : Autobiographie de Valentino Achak Deng, traduit par Samuel Todd, éd. Gallimard, 626 p., Prix Médicis 2009 du roman étranger.
14. Gayle Forman (américaine), Si je reste, Oh ! Éditions, 220 p.
15. Elizabeth Gaskell (anglaise, 1810-1865), Cranford, traduit par Béatrice Vierne, éd. de L'Herne.
16. Paolo Giordano, (italien) La Solitude des nombres premiers (La solitudine dei numeri primi), traduit par Nathalie Bauer, éd. Le Seuil.
17. Andrew Sean Greer (américain), L'Histoire d'un mariage, éd. de L'Olivier, 273 p.. Le combat d'un homesexuel pour récupérer son amour perdu et marié.
18. Jim Harrison, Une Odyssée américaine, éd. Flammarion, 317 p.
19. Ehud Havazelet (américain), De chair et des cendre (premier roman), traduit par Sarah Gurcel, éd. Denoël, 430 p.
20. Douglas Kennedy, Quitter le monde, traduit par Bernard Cohen, éd. Belfond, 492 p.
21. Stephen King, Duma Key, éd. Albin Michel. Roman fantastique.
22. Camilla Läckberg, Le Prédicateur, traduit par Lena Grumbach et Catherine Marcus, éd. Actes Sud, coll. Actes Noirs, 375 p.
23. Eduardo Lago (espagnol), Appelle-moi Brooklyn, éd. Stock, 429 p.
24. Leslie Larson (américaine), Connexions (premier roman), traduit par Michèle Valencia, éd. 10/18, 432 p. Cinq éclopés de l'existence.
25. Doris Lessing, Le Monde de Ben, traduit par Marianne Véron, éd. J'ai lu, 189 p.
26. Katarina Mazetti (suédoise), La fin n'est que le début, éd. Gaïa.
27. Toni Morrison (américain), Un don, traduit par Anne Wicke, éd. Christian Bourgois, 192 p.
28. Flannery O'Connor (américain, 1925-1964), Œuvres complètes : Romans, nouvelles, essais, correspondance, traduit par Henri Morisset, 1 229 p.
29. Laura Pariani (italienne), Dieu n'aime pas les enfants, traduit par Dominique Vittoz, éd. Flammarion, 332 p.. La vie d'un quartier de Buenos Aires, peuplés d'affreux, sales et méchants, au début du XXe siècle.
30. Boubacar Boris Diop (sénégalais), Les Petits de la guenon (Doomi Golo) traduit librement du wolof par l'auteur, éditions Philippe Rey, 448 p. •  (ISBN 978-2-84876-145-9)
31. Matthew Pearl, L'Ombre d'Edgar Poe, éd. Robert Laffont, 448 p.
32. Anne Provoost (néerlandais), Regarder dans le soleil, traduit par Marie Hooghe, éd. Fayard.
33. Tatiana de Rosnay (franco-anglaise), Boomerang, traduit par Agnès Michaux, éd. Héloïse d'Ormesson, 376 p.
34. Rob Schultheis (américain), Sortilèges de l'Ouest, traduit par Marc Amfreville, éd. Gallmeister, 216 p.
35. W. G. Sebald (allemand, 1944-2001), Campo Santo.
36. Mary Ann Shaffer et Annie Barrows, Le Cercle littéraire des amateurs d'épluchures de patates, traduit par Aline Azoulay-Pavcon, éd. Nil.
37. Elif Shafak, Lait noir, éd. Phébus.
38. Alexandre Soljenitsyne, La Roue rouge, Avril dix-sept (tome 1), Fayard.
39. Shane Stevens (américain), Au-delà du mal, traduit par Clément Baude, éd. Sonatine, 767 p.
40. Paul Torday (anglais), Descente aux grands crus (second roman), traduit par Katia Holmes, Jean-Claude Lattès, 332 p.
41. Michael Wallner (autrichien), Avril à Paris, traduit par Frédéric Weinmann, Éditions Robert Laffont.
42. Irvine Welsh (écossais), Glu, traduit par Laura Derajinski, éd. Au Diable Vauvert, 651 p. Trente années de galère à Édimbourg.
43. Matthias Zschokke (suisse), Maurice à la poule, traduit par Patricia Zurcher, éd. Zoé, 258 p., prix Femina 2009 roman étranger.
44. Chris Greenhalgh (en), Coco et Igor (en), traduit par Elsa Maggion, Calmann-Levy.

#### Policiers et thrillers
1. José-Louis Bocquet, Swing mineur, éd. La Table Ronde, 218 p.
2. Dan Brown (américain), Le Symbole perdu, traduit par Dominique Defert et Alexandre Boldrini, éd. Jean-Claude Lattès, 598 p.
3. Patrick Cauvin, Déclic, éd. Plon, 190 p.
4. Raymond Chandler (américain, 1888-1959), Les Ennuis, c'est mon problème, éd. Omnibus, 1 152 p. Ses 25 nouvelles réunies.
5. Hervé Claude, Nickel Chrome, éd. Actes Sud, coll. Actes noirs, 272 p., un policier frenchy en Australie.
6. Harlan Coben (américain), Sans un mot, traduit par Roxane Azimi, Éditions Belfond, 416 p.
7. Patricia Cornwell, Scarpetta, éd. Les Deux Terres, 503 p.
8. DOA, Le Serpent aux mille coupures, éd. Gallimard, coll. Série noire, 217 p.. Dans les méandres de la drogue, du terrorisme et de la bêtise humaine.
9. Caryl Férey, Zulu, éd. Gallimard.
10. Franck Hériot, La Femme que j'aimais, éd. Le Cherche Midi, 420 p.
11. Hervé Jourdain, Sang d'encre au 36, éd. Les Nouveaux Auteurs, 351 p. Prix des lecteurs VSD du polar 2009.
12. Jesse Kellerman (américain), Les Visages, traduit par Julie Sibony, éd. Sonatine. Grand Prix des lectrices Elle.
13. Camilla Läckberg (suédoise), Le Prédicateur, traduit par Lena Grumbach et Catherine Marcus, éd. Actes Sud, coll. Actes noirs, 375 p.
14. Henri Lœvenbruck, Les Cathédrales du vide, éd. Flammarion, 408 p. Une nouvelle aventure d'Ari Mackenzie.
15. Jean-François Parot, Le Noyé du Grand Canal, éd. Jean-Claude Lattès. Une enquête de Nicolas Le Floch.
16. Gilda Piersanti (italienne), Vengeances romaines, éd. Le Passage, 263 p.
17. Sharon Bolton, Sacrifice, éd. Fleuve Noir Thriller, 473 p.
18. Olen Steinhauer (américain), Le Touriste, traduit par William Olivier Desmond, éd. Liana Levi, 523 p.
19. Daniel Waret, La Mort au foulard bleu, éd. La Main multiple.
20. Don Winslow (américain), L'Hiver de Frankie Machine, éd. du Masque.

#### Livres jeunesses et pour adolescents
1. Yves Coppens raconte nos ancêtres, illustrations Sacha Gepner, éd. Odile Jacob, coll. Jeunesse.
2. Christophe Galfard, Vincent Dutrait (illustrations), Le Blueberry, éd.PKJ.
3. Philippe Lechermeier, Rébecca Dautremer (illustrations), Journal secret du Petit Poucet, éd. Gautier-Languereau.
4. Nicole Ostrowsky, L'Agenda de l'apprenti scientifique, éd. La Martinière.
5. Raymond Queneau, Thomas Baas (illustrations), Poèmes de Raymond Queneau, sélectionnés par Benoit Marchon, éd. Bayard Jeunesse. Une initiation à l'art poétique.

### Théâtre
1. Philippe Torreton, Petit lexique amoureux du théâtre, éd. Stock, 248 p.
2. L'Ingénu de Voltaire (conte), théâtre Tristan-Bernard, mise en scène d'Arnaud Denis.

## Décès
- 1er janvier : 
  - Johannes Mario Simmel, auteur autrichien (° 7 avril 1924)
  - Laurence Pernoud, auteur française (° 13 octobre 1918)
- 12 janvier : Nicolas Genka, écrivain français (° 3 décembre 1937)
- 15 janvier : Maurice Chappaz, écrivain suisse d'expression française (° 21 décembre 1916)
- 16 janvier : John Mortimer, écrivain britannique (° 21 avril 1923)
- 17 janvier : Anders Isaksson, écrivain, journaliste et historien suédois (° 9 mai 1943)
- 21 janvier : Claude Moliterni, écrivain, critique, historien et scénariste de bande-dessinée français. (° 21 novembre 1932)
- 22 janvier : Marcel Schneider, écrivain français (° 11 août 1913)
- 27 janvier : 
  - John Updike, écrivain américain (° 18 mars 1932)
  - René Bragard, écrivain et essayiste français (° 13 avril 1911)
- 30 janvier : Bernard Arcand, auteur canadien (° 18 avril 1945)
- 30 janvier : Lino Aldani, auteur italien de science-fiction (° 29 mars 1926)
- 1er février : Diegou Bailly, journaliste et écrivain ivoirien

- 17 février : Jean-Paul Hameury, écrivain et poète français (° 1933)
- 18 février : Tayeb Saleh, écrivain soudanais (° 12 juillet 1928)
- 20 février : 
  - Christopher Nolan, écrivain irlandais (° 6 septembre 1965)
  - Roman Sef, écrivain et dramaturge russe (° 6 octobre 1931)
- 21 février :
  - Wilton Sankawulo, Politicien et écrivain libérien (° 26 juillet 1937)
  - André Langevin, écrivain canadien (° 11 juillet 1927)
- 25 février : Philip José Farmer, écrivain américain de science-fiction et de fantastique (° 26 janvier 1918)
- 28 février : Omar Bernaoui, écrivain et poète algérien (° 8 avril 1935)

- 1er mars : 
  - Charles Mouly, écrivain, auteur de théâtre et illustrateur français (° 19 mars 1919)
  - Paolo Maffei, astrophysicien et écrivain de science-fiction italien (° 1926)
- 3 mars : Jan Vladislav, poète, écrivain et traducteur tchèque (° 15 janvier 1923)
- 9 mars : André Caroff, écrivain français de science-fiction (° 28 février 1924)
- 12 mars : Yann Brekilien, écrivain français (° 11 décembre 1920)
- 13 mars : 
  - André Caroff, écrivain français de science-fiction et de polars (° 1934)
  - James Purdy, écrivain américain (° 17 juillet 1914)
- 23 mars : Carlos Semprún Maura, écrivain espagnol (° 23 novembre 1926)
- 24 mars : Bernard Lenteric, écrivain français (° 1944)
- 13 mars : Michael Cox, musicien et écrivain britannique (° 25 octobre 1948)

- 8 avril : 
  - Henri Meschonnic, écrivain français (° 18 septembre 1932)
  - Jean Overton Fuller, écrivain britannique (° 7 mars 1915)
- 11 avril : Jean Overton Fuller, écrivaine espagnole (° 25 avril 1927)
- 13 avril : Abel Paz, écrivain espagnol (° 12 août 1921)
- 14 avril : Maurice Druon, écrivain et homme politique français. Membre de l'Académie française (° 23 avril 1918)
- 19 avril : J. G. Ballard, écrivain britannique de science-fiction et d'anticipation sociale. (° 15 novembre 1930)

- 20 mai : Pierre Gamarra, écrivain et poète français (° 10 juillet 1919)

- 9 septembre : René Henoumont, journaliste et écrivain belge (° 7 novembre 1922)
- 24 septembre : Nelly Arcan, écrivaine canadienne (° 5 mars 1973)

- 8 novembre : Pierre Bottero, écrivain français (° 13 février 1964)
- 29 novembre : Robert Holdstock, écrivain britannique de fantasy, de science-fiction et d'horreur (° 2 août 1948)

- 2 décembre : Yves Battistini, helléniste français et traducteur (° 18 septembre 1922)

## Annexe